# 労働委員会

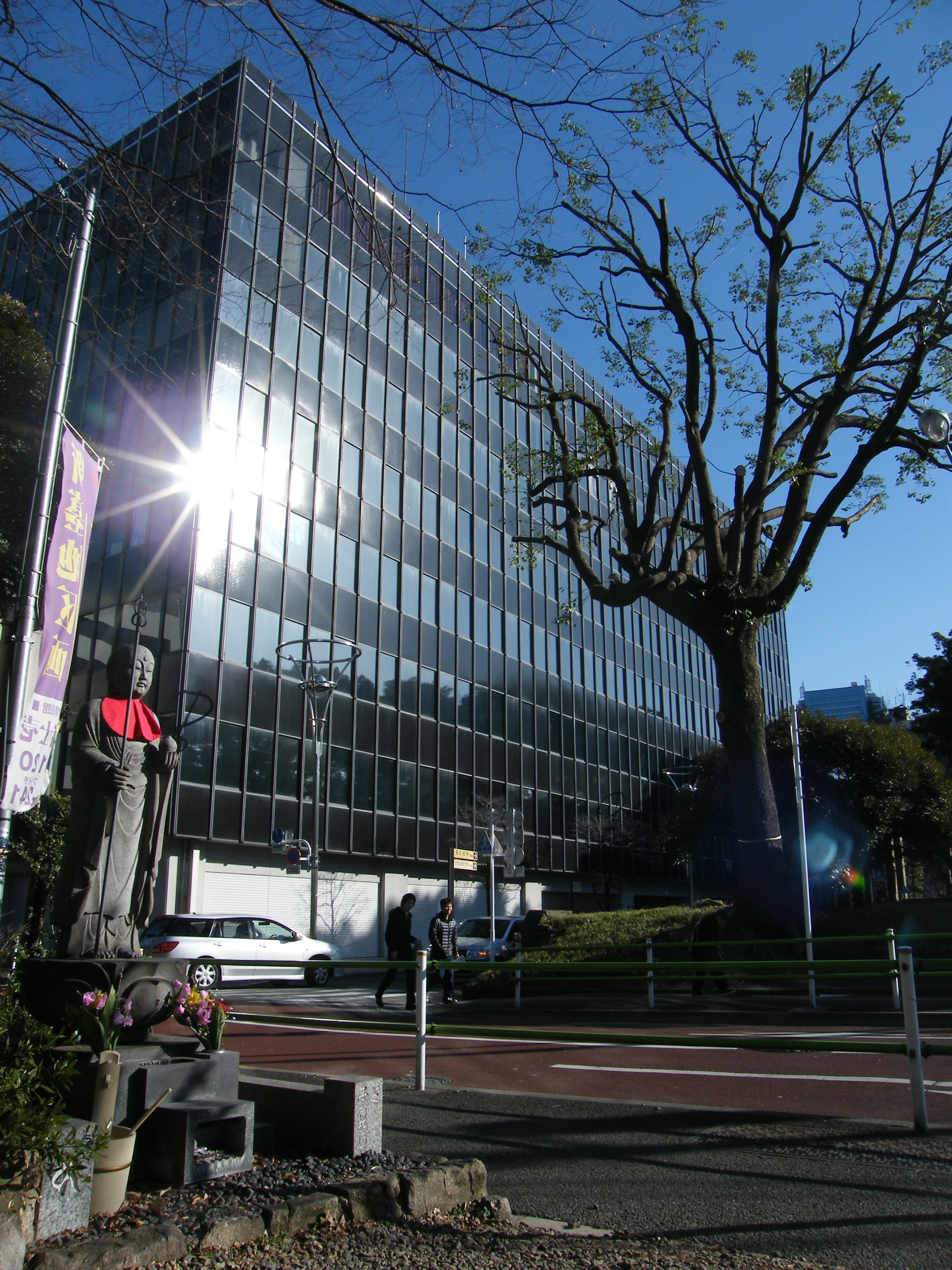
東京港区芝公園中央労働委員会

労働委員会（ろうどういいんかい）は、労働者の団結擁護・労働関係の公正な調整企図を目的とする行政委員会。使用者委員・労働者委員・公益委員の各同数で、国・地方公共団体に設置する（労働組合法19条）。
労働委員会の行う処分には、行政不服審査法の不服申立てができない（労働組合法27条の26）。

## 組織
- 中央労働委員会 - 厚生労働省に設置
- 都道府県労働委員会 - 都道府県に設置